# 1974-es magyar férfi vízilabda-bajnokság (első osztály)
Az 1974-es magyar férfi vízilabda-bajnokság a hatvannyolcadik magyar vízilabda-bajnokság volt. A bajnokságban tizenkét csapat indult el, a csapatok két kört játszottak.
A Szolnoki Dózsa új neve Szolnoki Vízügy-Dózsa lett.

## Tabella
| #   | Csapat                | M  | Gy | D | V  | G+  | G-  | P  |
| --- | --------------------- | -- | -- | - | -- | --- | --- | -- |
| 1.  | OSC                   | 22 | 15 | 5 | 2  | 120 | 79  | 35 |
| 2.  | Ferencvárosi TC       | 22 | 14 | 4 | 4  | 104 | 77  | 32 |
| 3.  | Vasas SC              | 22 | 12 | 7 | 3  | 88  | 78  | 31 |
| 4.  | Egri Dózsa            | 22 | 11 | 6 | 5  | 111 | 99  | 28 |
| 5.  | Újpesti Dózsa         | 22 | 10 | 8 | 4  | 90  | 70  | 28 |
| 6.  | Bp. Honvéd            | 22 | 11 | 6 | 5  | 84  | 74  | 28 |
| 7.  | Szolnoki Vízügy-Dózsa | 22 | 7  | 6 | 9  | 107 | 102 | 20 |
| 8.  | Bp. Spartacus         | 22 | 8  | 3 | 11 | 79  | 86  | 19 |
| 9.  | BVSC                  | 22 | 6  | 5 | 11 | 78  | 86  | 17 |
| 10. | Vasas Izzó            | 22 | 4  | 6 | 12 | 87  | 110 | 14 |
| 11. | Szegedi EOL SC        | 22 | 1  | 7 | 14 | 84  | 110 | 9  |
| 12. | Szentesi Vízmű        | 22 | 0  | 3 | 19 | 85  | 146 | 3  |

* M: Mérkőzés Gy: Győzelem D: Döntetlen V: Vereség G+: Dobott gól G-: Kapott gól P: Pont

## A csapatok
Az OSC bajnokcsapata:  Bodnár András, Fekete Szilveszter, Gál Gyula, Hámori Miklós, Konrád Ferenc, Konrád Sándor, Kovács Károly, Nemcsik Ferenc, Sudár Attila, Szívós István, Vindisch Kálmán, edző: Mayer Mihály
A Ferencváros ezüstérmes csapata: Balla Balázs, Debreczeni Zsolt, Gerendás György, Györe Lajos, Ipacs László, Kásás Zoltán, Kövecses Zoltán, Steinmetz János, Szellő Tamás, Wiesner Tamás, edző: Goór István
Vasas bronzérmes csapata: Barsi Gábor, Bobory György, Csapó Gábor, Darida János, Faragó Tamás, Gajdosy Zoltán, Görgényi István, Horváth Péter, Kijátz Valér, Ölveczky Péter, Tory György, Zsofinyecz Mihály, edző: Rusorán Péter
Egri Dózsa: Bolya László, Denk János, Gyulavári Zoltán, Katona József, Kácsor László, Kovács Róbert, Kovács Tamás, Krajcsovics Csaba, Lutter István, Olajos László, Patkó József, Pócsik Dénes, edző: Pócsik Dénes
Újpesti Dózsa: Császár György, Cservenyák Tibor, Gazda László, Horváth Bernát, Kosztolánczy György, Radnóti György, Sárosi László, Székely Zoltán, Szittya Károly, Wolf Péter, edző: Mohácsi Attila
Bp. Honvéd: Fehér András, Fonó Péter, Gém Zoltán, Hauszler Károly, Hídvégi Sándor, Kucsera Gábor, Mezei József, Molnár László, Tóth Endre, edző: Brandi Jenő
Szolnoki Vízügy-Dózsa: Cseh Sándor, Hecsey Pál, Kozák Tibor, Pásztrai László, Pintér Ferenc, Pintér István, Póczik Károly, Ugrai József, Urbán Lajos, Varga József, Zámbó Lajos, edző: Kanizsa Tivadar
Bp. Spartacus: Albrecht Tamás, Barsi László, Felkai László, György Sándor, Hajdu István, Hámori Tamás, Kemény Dénes, Koller Ákos, Kökény József, Magas István, Molnár Endre, edző: Bolvári Antal
BVSC: Czigány Károly, Gál Ferenc, Gyenes József, Gyerő Csaba, Horkai György, Joós János, Kiss Csaba, Külkey Attila, Lakatos György, Németh László, Potyondi József, Spolarics Zoltán, Szeri Béla, Togyeriska Imre, edző: Babarczy Roland
Vasas Izzó: Bodnár János, Füzessy Béla, Konrád János, Martin György, Martinovics György, Molnár György, Nagy Ferenc, Németh Gábor, Németh István, Zsoldos János,Edző: Pataki Imre
Szegedi EOL: Boros Tamás, Borzi Miklós, Esztergomi Mihály, Horváth István, Kiss Lajos, Kovácshegyi Ferenc, Max Gábor, Rácz Béla, Riskó Géza, Vezsenyi Kornél, Vezsenyi Péter, Zentai Tamás, edző: Koncz István
Szentes: Baán Tibor, Bódi Ferenc, Dongó László, Halász Mihály, Horváth György, Kádár József, Komlódi János, Komlósi János, Kurucz Márton, Pengő László, Soós László, Szénászky János, Tóth Gyula, edző: Réhbely Sz. József

## A góllövőlista élmezőnye
|  | Gól | Játékos          | Csapat                |
|  | --- | ---------------- | --------------------- |
|  | 43  | Martin György    | Vasas Izzó            |
|  | 37  | Hídvégi Sándor   | Bp. Honvéd            |
|  | 36  | Faragó Tamás     | Vasas                 |
|  | 32  | Debreczeni Zsolt | Ferencváros           |
|  | 31  | Pócsik Dénes     | Egri Dózsa            |
|  | 30  | Borzi Miklós     | Szegedi EOL           |
|  | 30  | Soós László      | Szentesi Vízmű        |
|  | 28  | Pintér István    | Szolnoki Vízügy-Dózsa |
|  | 27  | Kemény Dénes     | Bp. Spartacus         |
|  | 27  | Konrád Ferenc    | OSC                   |